# Villa Arnaldi
Villa Arnaldi a Meledo di Sarego (Vicenza) è un'opera progettata da Andrea Palladio nel 1547 e rimasta incompiuta. Versa in cattivo stato di conservazione.

## Storia
Questo modesto edificio evidentemente incompiuto è in realtà la testimonianza di un processo che usualmente è visibile solo nei suoi esiti finali: la trasformazione di un edificio preesistente in una nuova architettura. Vincenzo Arnaldi, uno dei più ricchi e influenti aristocratici vicentini, nel 1547 commissiona infatti ad Andrea Palladio la ristrutturazione di un complesso agricolo quattrocentesco da lui appena acquistato. La ragione è per così dire strumentale: le migliorie dell'immobile devono servire a incrementarne il valore in vista di una causa legale di uno dei precedenti proprietari. Nel 1565, trovato un accordo, Vincenzo interrompe i lavori e affitta la casa senza più curarsi di concludere i lavori.
In una serie di disegni autografi palladiani è possibile seguire i tentativi dell'architetto di intervenire sull'irregolare complesso quattrocentesco, cercando di regolarizzare gli edifici che insistono sulla corte e di ritrovare una simmetria nella nuova disposizione degli ambienti della casa — che egli organizza attorno a una loggia a tre arcate con aperture minori rettangolari ai fianchi tuttora esistenti sebbene tamponate — e, infine, incorniciando le finestre con i suoi usuali profili.

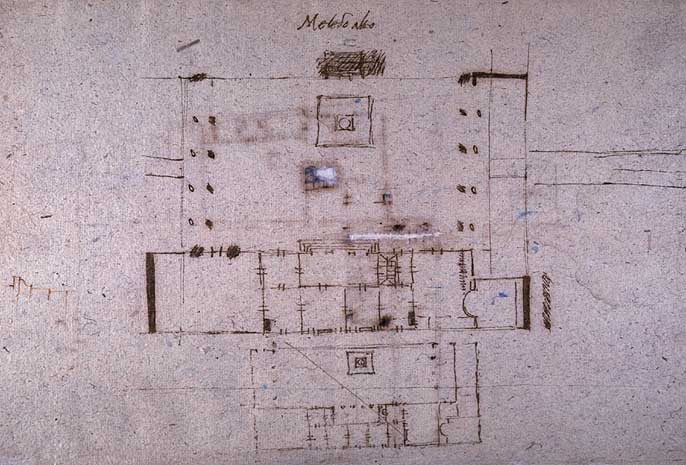
Schizzo autografo di Andrea Palladio, 1547-48. Vicenza, Biblioteca civica Bertoliana
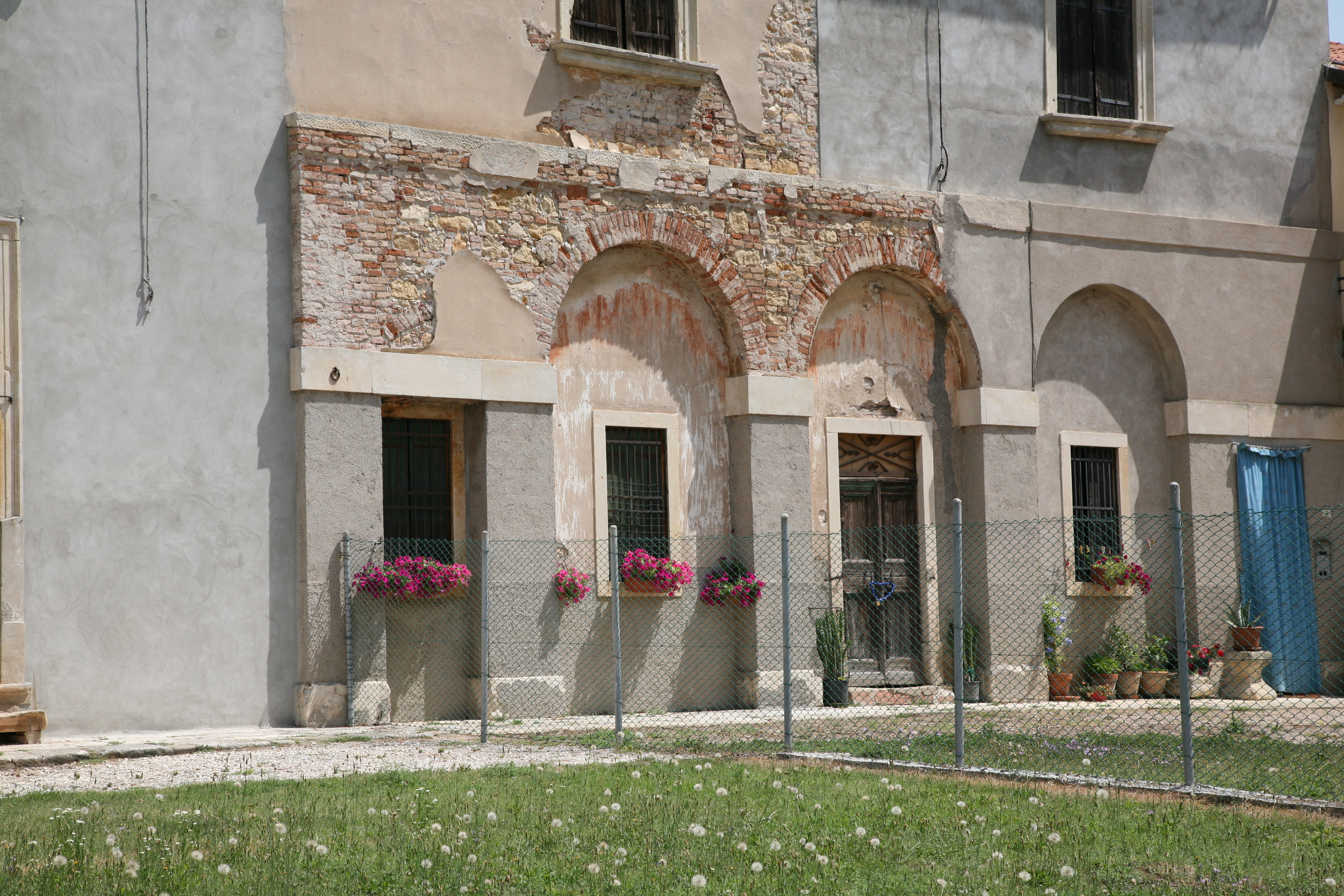
Dettaglio delle arcate oggi cieche
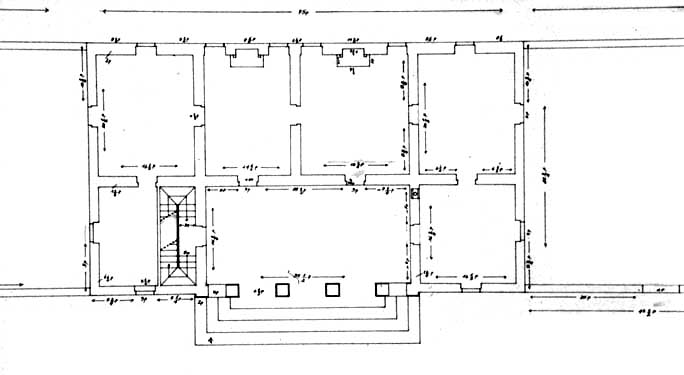
Pianta, rilievo (Verlato 1998)